# Rest in Sleaze
Albums de Crashdïet
The Unattractive Revolution
(2007)
Rest in Sleaze est le premier album studio du groupe de glam metal suédois Crashdïet. L'album est arrivé 12e des charts suédoises dès sa sortie. Quatre singles sont extraits de cet album : Riot in Everyone, Knokk 'Em Down, Breakin' the Chainz, et It's a Miracle.

## Liste des titres
1. Knokk 'Em Down
2. Riot in Everyone
3. Queen Obscene / 69 Shots
4. Breakin' the Chainz
5. Needle in Your Eye
6. Tikket
7. Out of Line
8. It's a Miracle
9. Straight Outta Hell
10. Back on Trakk

## Singles
- Riot in Everyone
- Knokk' Em Down
- Breakin the Chainz
- It's a Miracle

## Membres
- Dave Lepard - Chant
- Martin Sweet - Guitare
- Peter London - Basse
- Eric Young - Batterie